# 車懸
車懸是日本战国时代曾被使用过的一种阵法，由上杉政虎(后来的上杉谦信)在与武田信玄的第四次川中岛合战中使用。

## 歷史
永禄4年(1561年)8月，上杉政虎率军占领了川中岛以南的妻女山，与之对峙的武田一方家臣山本勘助和马场信房建议组织大规模的别动队攻击妻女山的上杉军，上杉军无论胜败都都会下山，事先在八幡原布阵的武田军则加以伏击，从而将上杉军包围歼灭。这个战术类似于啄木鸟用嘴叩击树干将虫惊出而吃掉，因此命名为啄木鸟战法。但上杉政虎识破了计策，乘大雾率军到达八幡原，对上武田信玄本阵。十分惊讶的武田军以鹤翼之阵应战，上杉军摆出車懸之阵、将部队布置成车轮轮辐状，整个阵形如同车轮转动一般轮番进攻。战斗中，武田信玄的弟弟武田信繁以及山本勘助，諸角虎定、初鹿野忠等人战死，武田军一度居于劣势。但也有意见认为当时两军都在浓雾中行军，不期遭遇而展开了交战。

## 電子遊戲
在当今许多以日本战国时代为背景的电子游戏中，車懸作为一种威力强大的技能而出现。